# One Piece-steder
Denne artikel lister de hidtil kendte steder i mangaen One Piece. Under stedet er der en liste med personer, der stammer fra/blev mødt der.

## Verdenens geografi
I One Piece-verdenen er der kun et kontinent, kaldet Red Line. Red Line er en cirkel rundt om planeten fra nord til syd. One Pieces ækvator er Grand Line, en stor havstrøm, der strækker sig fra øst til vest. Disse to linjer deler resten af havet i fire dele, kaldet Blues: North Blue, West Blue, East Blue og South Blue. De fleste mennesker lever på øer fundet i disse Blues.
Havet på Jordens overflade kaldes det blå hav, men der er også et hav i skyerne kaldet det hvide hav, og et hav i de øverste skyer, kaldet det snehvide hav.

## East Blue

### Vindmølleby
Vindmølleby er en lille og stille landsby, og Shanks den Røde tilbragte et år der. Her blev Monkey D. Luffy født, og her startede han også sin rejse. Vi ser denne by i første del af Kaptajn Morgan-sagaen. 
- Grizzly
- Makino
- Monkey D. Luffy
- Shanks den Røde
- Borgmesteren Son Chou

### Shell Town
På denne ø ligger marinebasen, som blev styret af Kaptajn Morgan, indtil Ruffy brød ind. Den sidste del af Kaptajn Morgan-sagaen finder sted her.
- Helmeppo
- Kaptajn Morgan
- Rika

### Zoros landsby
Zoros fortid finder sted her. Den blev set i et flashback i Kaptajn Morgan-sagaen.
- Kuina
- Roronoa Zoro

### Orange
Buggys piratbande holdt til i denne by, så de fleste borgere flygtede til en anden ø. Men de vendte tilbage, da Ruffy besejrede Buggy. Her finder Buggy-sagaen sted.
- Borgmester Puddel
- Klovnen Buggy
- Shushu

### Den glemte ø
Denne ø er helt dækket af skov, og huser mange mærkelige dyr, hvor de fleste er blandinger af to dyr. Der skulle være skjult en stor skat på en klippe på midten af øen, men da Stråhattene ankom, var den taget.
- Gaimon

### Syrup
Her blev Usopp født, og det er et meget fredeligt sted. Der er to skråninger på hver side af øen. Man kan kun komme ind i landsbyen via dem, da der er høje klipper alle andre steder. Kaptajn Black-sagaen finder sted her.
- Usopp
- Miss Kaya
- Merry
- Usopps pirater
- Kaptajn Kuro

### Baratie
Baratie er berømt restaurant, der sejler på havet, grundlagt af Zeff, og Sanji arbejdede her indtil han kom med i Stråhat-piraterne. Baratie er formet som en fisk, og har mange skjulte funktioner – f.eks. kan hovedet blive adskilt fra resten af skibet og bruges til at affyre kanonkugler; og finnerne kan rejse en platform omkring restauranten, så kamp mod angribende pirater kan finde sted der, så restauranten ikke bliver beskadiget. Baratie-sagaen fandt sted her.
- Carne
- Don Crieg
- Dracule Mihawk
- Patty
- Sanji
- Zeff

### Namis ø
Namis ø var fredfyldt indtil at Arlong overtog den, og satte mange strenge regler. F.eks. skulle voksne betale 100.000 dubloner og børn 50.000 for at kunne overleve hver måned. Derfra opbyggede Arlong sine styrker for at kunne overtage East Blue, og bestak marinerne i området til ikke at melde dem til verdensregeringen. Men øen blev befriet, da Ruffy besejrede Arlong og væltede Arlong Park. Arlong-sagaen finder sted her.
Arlong Park: Fiskemændenes operationsbase. Denne bygning har mange etager og et flag på toppen og blev placeret meget udiskret for at vise, at de ingen frygt havde for regeringen. De vigtigste rum er våbenrummet og kortrummet, hvor Nami blev tvunget til at tegne søkort til piraterne.
Kokos: En landsby tæt på Arlong Park, hvor de fleste vigtige karakterer i denne saga bor, inklusive Nami. Da Stråhattene ankom, var den meget tæt på at blive destrueret ligesom Goza. Da Arlong blev besejret festede man her.
Goza: Alle bygninger i denne by blev smadret og vendt på hovedet af Muhko, en søko ejet af Arlong, fordi de ikke adlød Arlongs ordrer.
- Bellemere
- Chabo
- Arlong
- Genzo
- Nami
- Nojiko

### Loguetown
Loguetown er en fiktiv by i One Piece-serien og stedet, hvor sørøvernes konge Gold Roger (eller Gol D. Roger) blev født og henrettet – altså en slags prolog og epilog til hans eventyr. Øen ligger ved indsejlingen til Grand Line, i East Blue og er meget berømt.
I Loguetown er den store serværdighed skafottet, og øen har massere af modebutikker, våbenforretninger, fiskehandlere og andre skrammelbutikker, altså en ø skabt til shopping. Pirater stopper ofte op her og køber ind, men det stoppede, da Kaptajn Smoker slog sig ned her. Siden da er ikke en pirat flygtet derfra, i hvert fald indtil Luffy ankom.
Et fyrtårn her peger mod indgangen til Grand Line, Revers Mountain. Loguetown-sagaen finder sted her.

## Baroque-oversagaen

### Kalmebæltet
Nord og syd for Grand Line er to Kalmebælter, som Krebsens og Stenbukkens vendekreds. I disse områder er der ikke vind eller havstrømme, hvilket gør det næsten umuligt at rejse her. Derudover lever der masser af søkonger, da de yngler her. 

### Tvillingepyntens fyrtårn
Efter at have sejlet over Rivers Mountain, finder man et fyrtårn, hvor man kan få information om farerne i Grand Line. La Boum-sagaen finder sted her.
- Mr. 9
- Miss Wednesday
- Krokus
- Laboon

### Rivers Mountain
Rivers Mountain er et af punkterne, hvor de fire Blues mødes, og er en af de to kendte indgange til Grand Line. Dette sted er unikt, da strømmen flyder op af bjerget, mødes på toppen, og flyder nedad igen mod Grand Line. Mange pirater, der er på vej mod Grand Line, dør før de overhovedet når op af bjerget, fordi havstrømmene og stormen får dem til at blive knust ind i bjergene. Ved strømmen er der flere porte. Det vides ikke hvem, der har bygget dem.

### Kaktus-øen
Kaktus-øen er en ø med flere kaktusformede bjerge, hvor piggene er gravsten. Det er en af de første øer, man når på Grand Line. Whiskey Peak-sagaen finder sted her.
Whiskey Peak Denne by er udelukkende beboet af dusørjægere fra Baroque-firmaet, der slagter enhver efterlyst, der kommer herhen. Alle i denne by er nu døde.
- Mr. 5
- Miss Valentine
- Mr. 8
- Miss Monday

### Little Garden
Trods navnet er Little Garden faktisk en kæmpestor jungle beboet af forhistoriske væsner som dinosaurer. Midt på øen er to gigantiske skeletter af søkonger dræbt af Boogey og Woogey. Der er mange vulkaner på øen. Little Garden-sagaen finder sted her.
- Mr. 3
- Miss Goldenweek
- Dorry og Brogy

### Drum
Dette er en snedækket ø med en kæde af trommeformede bjerge og Tony Tony Choppers fødested. For mange år siden havde Drum en venlig regent. Men Wapol, som arvede tronen, var forkælet og egoistisk. Han tvang bl.a. alle læger, undtagens hans personlige, til at forlade øen, så folk måtte tigge ham om lægehjælp. Da Blackbeard-piraterne angreb, flygtede ham og hans soldater, og blev besejret af Stråhattene, da de vendte tilbage. For tiden hedder øen Sakura, kirsebærblomsternes rige, og er regeret af Dalton. Drum-sagaen finder sted her.
Big Horn: Big Horn er en by nær kysten. Da Wapol vendte tilbage spiste han mange af bygningerne, og den blev senere slugt af en lavine.
Drum-bjergene: En bjergkæde med trommeformede bjerge, hvor den midterste er den største.
Drum-slottet Tidligere beboet af den kongelige familie og deres tjenere, men slottet er nu ejet af Dr. Kureha. Siden Wapol forlad landet har hovedindgangen stået åben, hvilket får mange rum til at blive dækket af sne. Våbenrummet indeholder mange stærke våben, og i et af rummene er der en farlig kanon.
- Dr. Hiruluk
- Dr. Kureha
- Tony Tony Chopper
- Wapol
- Wapols regering

## North Blue

### Lvneel
Det var Montblanc Nolands hjemsted for hundreder af år siden; det vides dog ikke, om det stadig eksisterer. Lvneel var et landene, der udforskede Grand Line for lang tid siden, selvom det tilsyneladende kun var pga. kongens grådighed. Det er en af lokaliteterne i Nolands historie, som blev fortalt i Skypiea-sagaen.
- Montblanc Noland

## South Blue

### Kongeriget Briss
For omkring 200 år siden forlod et skib kaldet St. Briss kongeriget og tog til Skypia. Det vides ikke, om kongeriget stadig eksisterer. Dette sted blev omtalt i Jaya-sagaen.

## Grand Line
Grand Line er havstrømmen, der løber fra øst mod vest i midten af verden og er lodret for Red Line. Vejret er meget usædvanligt her, da det er ekstremt ustabilt, især på den første halvdel. Vejret er mere stabilt omkring øer, hvilket klassificerer øerne til fire typer: Forår, sommer, efterår og vinter. På grund af magnetstrømmene på hver ø virker normale kompasser ikke, så navigatører må bruge et logpas for at kunne rejse. Logpasset peger mod næste ø på en bestemt rute efter at have tilpasset sig til magnetfeltet på den nuværende ø, hvilket kan tage minutter til år. Grand Line er det farligste hav i verden, og Verdensregeringen fokuserer mest på det område. Den store skat One Piece skulle eftersigende gemme sig ved slutningen af Grand Line. Det meste af Baroque-oversagaen og hele Verdensregerings-oversagaen finder sted her.

### Alabasta
Alabasta er en ørkennation med en interessant historie. Under kong Kobras herredømme var der fred og velstand, indtil Baroque-firmaet gjorde et attentat mod kongen, og fik det til at se ud som om, han brugte skylium for at få det til at regne meget mere i hovedstaden Alubarna, og derfor led resten af landet under tørken. Som svar begyndte en opstand mod kongen. Men Prinsesse Vivi og Stråhattene stoppede Baroque-firmaet og afslørede sandheden før landet destruerede sig selv og Crocodile fik herredømme. Alabasta huser en poneglyf, der viser placeringen af det oldgamle våben Pluton; grunden til at Crocodile ville overtage landet. Alabasta-sagaen finder sted her.
Alubarna Alubarna er hovedstaden i Alabasta. Byen er bygget på et plateau nær en oase, og fire lange trapper er den eneste indgang. Udenfor byen er der en masse ruiner.
Alubarna-paladset Her bor kongefamilien og deres tjenere. Der er både en normal og en hemmelig indgang.
Mausoleet Her er poneglyffen placeret, og man kan kun komme herned via en hemmelig indgang, som lukkes op, når man drejer en statue ved en normal grav. Indenfor er der en skjult forsvarsmekanisme, der får rummet til at falde sammen.
Elumalu Blev engang kaldet den grønne by. Men byen blev hærget af sandstorme, der spærrede kanalerne, som bragte vand. Indbyggerne er for længst flygtet og bygningerne er faldet fra hinanden. Senere fandt vi ud af, at Crocodile skabte sandstormene.
Katorea Katorea er rebellernes hovedkvarter i begyndelsen af Alabasta-sagaen, da de flygtede herhen efter, at Yuba faldt i ruiner. Der produceres parfume her.
Nanohana Nanohana var en stor havneby, hvor folk kunne købe forsyninger, før de begav sig ud i ørkenen. Men den blev destrueret af Baroque-firmaets aktioner.
Rainbase Rainbase er en af de få byer, som stadig trivedes i tørken; mest pga. deres indkomst af gambling.
Guldregn Guldregn var et kasino, restaurant og feriested ejet af Sir Crocodile. Bygningen er den største i byen og er formet som en pyramide med en gylden krokodillestatue på toppen. Bygninger blev ikke brugt mere, da Crocodile blev fanget.
Sandora-ørkenen Denne store ørken dækker det meste af øen. Man skal krydse den for at nå nye byer, men den er fyldt med farlige dyr.
Spiders café Dette er en café nær kysten, men stadig i ørkenen. Caféen er ejet af Paula, aka Miss Doublefinger, og er mødested for Baroque-firmaets agenter.
Sandora-floden Den største flod på øen.
Yuba Yuba var tidligere Vest-Alabastas samlingspunkt og rebellernes base. Men gentagne sandstorme (skabt af Sir Crocodile) tvang dem til at flygte til Katorea.
- Ramirez
- Sir Crocodile
- Nico Robin
- Daz Boness
- Miss Doublefinger
- Mr. 2 Bon Kurei
- Mr. 4
- Miss Merrychristmas
- Chaka
- Eyelashes
- Igaram
- Kappa
- Kohza
- Nefeltari Kobra
- Nefeltari Vivi
- Pell
- Portgas D. Ace
- Terrakotta
- Toto

### Elban
En ø beboet af kæmper.

### Fiskemenneskernes ø
Dette er øen, hvor de fleste af verdens fiskemennesker lever.
- Jimbei

### Jaya
Jaya er en skovdækket ø, som engang var meget større, end den er nu, men over halvdelen af den blev sendt op i det snehvide hav af en Knock-up-strøm. Øen var beboet af shandianerne for 400 år siden, som vogtede poneglyffen placeret i den gyldne stad, men den blev også skudt op i himlen. I nutiden er øen næsten ubeboet med undtagelse af et par få byer. Jaya-sagaen finder sted her. 
Mock Town Dette er en by hovedsageligt beboet af pirater, men oprindeligt et feriested.
- Bellamy
- Blackbeard
- Montblanc Cricket
- Masira
- Shojo

### Longring Longland
Dette er gruppe af ti øer i en ringform, men øerne bliver forbundet ved lavvande en gang om året. Dyrene, som lever her, er unikke, da de alle er utrolig lange eller brede, såsom en høj hest med en lang hals. Davy Back Fight-sagaen finder sted her.
- Foxy
- Tondjit

### Maryjoa
Verdenregeringens midte. Den kaldes hellig af befolkningen i One Piece-verdenen.

### Raftel
Raftel er den sidste ø på Grand Line, og skatten One Piece er sandsynligvis placeret her. Men de eneste, der har set Raftel, var Gold Roger og hans mandskab.

### Water 7
Water 7 er en by fyldt med tømrere, som bruger kanaler i stedet for veje. Den er bygget rundt om et springvand med tusinder af huse. Rundt om midten er syv områder med porte, som er Galley La-kompagniets dokker.
Mange mener, at byen kunne være inspireret af Venedig.
Den Blå Station Her stopper Puffing Tom.
Dok 1 Den eneste af Galley-La-kompagniets dokker, vi har set indtil videre, og vist også den bedste.
Fyrtårnet Her bor Kokoro, Chimney og Gonbe.
- Chimney
- Rob Lucci
- Kaku
- Califa
- Franky
- Paulie
- Iceberg
- Gonbe
- Kokoro
- Yokozuna

## Himmelhavene
Der er to have i himlen; det hvide hav og det snehvide hav, hvor den sidstnævnte ligger højest. Begge have ligger på årtusindgamle Cumulonimbus-skyer; massive skyer, og består af en substans kaldet havskyer. De fleste øer består af landskyer, med undtagelse af Upper Yard. Siden jord kan give meget bedre liv til planter, er folk her meget religiøse over for det; hvilket de i øvrigt også er med de fleste ting fra det blå hav. Møntfoden her er Extol. Himmelboerne klarer deres daglige liv ved hjælp af Dials, som ikke findes i det blå hav. Det unikke ved mennesker her er, at de bærer små vinger på deres ryg, men man har aldrig fundet ud af, hvad de skal bruge dem til. De to øer, vi har set, hører under Skypia, men dog ikke alle himmeløer hører under Skypia.

### Angel Island
Her lever de oprindelige himmelmennesker. Øen er en del af Skypia, men den blev destrueret af Enel. Noget af Skypia-sagaen finder sted her. 
Gan Falls hjem Her bor himlens ridder, og Enels mantra kan ikke nå hertil.
Himlens port Indgangen til Skypia placeret på det hvide hav. Det koster 1 milliard extol at passere.
Lovely Street Øens markedsplads.
- Amazone
- Conis
- Gan Fall
- Pagaya
- Kommandant McKinley
- Shu

### Birka
Her kommer Enel fra. Denne ø er ikke en del af Skypia. Han destruerede den, før han overtog Upper Yard.
- Enel

### Upper Yard
Upper Yard er en del af Skypia og er den eneste ø af jord i himlen, da den engang var en del af Jaya. Da den nåede op i himlen, blev den regnet som helligt land, og Shandorianerne blev tvunget til at flygte. Siden da (de sidste 400 år) har der været konstant krig mellem himmelboerne og shandianerne. Gan Fall prøvede at få freden tilbage, men desværre overtog Enel hans post. Skypia har altid været hersket af en gud, som bor i Upper Yard. Gud er dog bare en titel, som vi andre har konge, kejser o.l. Men Enel tog det seriøst og troede, at han var en rigtig Gud. Da han var parat til at tage af sted med Maxim, prøvede han at destruere Skypia, men før han gjorde noget ved Upper Yard, blev han besejret af Luffy. For tiden er øen under Gan Falls styre igen og krigen er sluttet, da himmelmenneskerne og shandianerne nu lever fredeligt sammen på Upper Yard. Shandora-poneglyffen ligger også her. Det meste af Skypia-sagaen finder sted her.
Giant Jack En gigantisk bønnestage i midten, som leder til Guds hjem.
Guds hjem Her har Gud og hans underordnede altid levet, men stedet blev destrueret af Enel.
Skoven Skoven fylder det meste af øen og er fyldt med kæmpestore træer og underlige dyr.
Mælkevejen Mælkevejen er en flod af havskyer, som fører en rundt i Upper Yard. 
Ofringsalteret Et alter brugt af de gamle shandianere til at ofre til deres gud, men nu bruger Enel det til sine gidsler.
Shandia-lejren Landsbyen, hvor Shandianerne levede, indtil de flyttede tilbage til Upper Yard. Dækket af landskyer.
Shandora Shandora er den gyldne stad, som de gamle shandianere levede i. Men Enel tog alt guldet til sin ark Maxim.
Den gyldne klokke Shandoras gyldne klokke er deres symbol på civilisation og blev brugt i religiøse ceremonier. Da Maron Noland tog af sted, ringede de med klokken hver dag, så han kunne finde tilbage, men så blev øen skudt op i himlen. En tro blandt shandianerne er, at klokkens klang (øens sang) markerede begyndelsen på en krig, og også ville markere slutningen. Det var sandt, da Luffy ringede med klokken. Under klokken er Shandora-poneglyffen sammen med en besked fra Gold Roger.
- Wiper
- Kamakiri
- Braham
- Genbou
- Laki
- Aisa
- Præsterne